# Astronesthes kreffti
Astronesthes kreffti är en fiskart som beskrevs av Gibbs och Mckinney, 1988. Astronesthes kreffti ingår i släktet Astronesthes och familjen Stomiidae. Inga underarter finns listade.